# شهرستان لیپنو
شهرستان لیپنو (به لهستانی: Lipno County) یک شهرستان در لهستان است که در استان کویافسکو-پومورسکی واقع شده است.

## خصوصیات
شهرستان لیپنو ۱٬۰۱۵٫۶ کیلومترمربع مساحت و ۶۶٬۲۱۶ نفر جمعیت دارد.